# Dayton (Waupaca)
Dayton es un pueblo ubicado en el condado de Waupaca en el estado estadounidense de Wisconsin. En el Censo de 2010 tenía una población de 2.748 habitantes y una densidad poblacional de 29,21 personas por km².

## Geografía
Dayton se encuentra ubicado en las coordenadas 44°16′51″N 89°9′50″O / 44.28083, -89.16389. Según la Oficina del Censo de los Estados Unidos, Dayton tiene una superficie total de 94.07 km², de la cual 90.98 km² corresponden a tierra firme y (3.29%) 3.09 km² es agua.

## Demografía
Según el censo de 2010, había 2.748 personas residiendo en Dayton. La densidad de población era de 29,21 hab./km². De los 2.748 habitantes, Dayton estaba compuesto por el 98.14% blancos, el 0.11% eran afroamericanos, el 0.33% eran amerindios, el 0.33% eran asiáticos, el 0% eran isleños del Pacífico, el 0.25% eran de otras razas y el 0.84% pertenecían a dos o más razas. Del total de la población el 2.11% eran hispanos o latinos de cualquier raza.